# Abderrahmane Raouya
Abderrahmane Raouya, né le 7 novembre 1960 à Mostaganem, est un haut fonctionnaire et homme politique algérien. 
Ministre des Finances du 25 mai 2017 au 31 mars 2019, d'abord dans le gouvernement Abdelmadjid Tebboune puis au sein du gouvernement d'Ahmed Ouyahia. Il occupe cette fonction du 4 janvier 2020 au 23 juin 2020 puis est rappelé à ce poste le 17 février 2022. Il est limogé de son poste par le président Tebboune le 14 juin 2022, soit après quatre mois d'exercice.

## Biographie
Né le 7 novembre 1960 à Mostaganem, il est diplômé en sciences juridiques de l'université d’Alger et également diplômé de l’École nationale des impôts de Clermont-Ferrand (France).
En fonction depuis 1985 dans le secteur financier, Abderrahmane Raouya a entamé sa carrière au ministère des Finances successivement comme administrateur à la Direction des études et de la législation fiscale (1985-1987), chef de bureau des Conventions fiscales internationales (1990-1993), sous-directeur des conventions fiscales internationales (1993-2000) et directeur de la législation fiscale (2000-2003).
Sur le plan international, Raouya est expert du Fonds monétaire international (FMI) en République démocratique du Congo de 2003 à 2005.
Il est, par la suite, désigné chargé d’études et de synthèse au Cabinet du ministre des Finances de 2005 à 2006, puis directeur général des Impôts de juin 2006 jusqu'à sa nomination à la tête du ministère des Finances en 2017.
Il occupe ce poste plusieurs fois : de 2017 à 2019, puis du 4 janvier 2020 au 23 juin 2020. Le 17 février 2022, il est renommé à ce poste par le président de la République  algérienne,  Abdelmadjid Tebboune puis il est limogé de son poste de ministre par le président Tebboune le 14 juin 2022 et remplacé par Brahim Djamel Kassali,.

### Vie privée
Abderrahmane Raouya est marié et père de deux enfants.

## Fonctions
- 17 février 2022 - 14 juin 2022 :  Ministre des Finances[10]
- 4 janvier 2020 - 23 juin 2020 : Ministre des Finances
- 2017-2019 : Ministre des Finances
- 2006-2017 : Directeur général des impôts
- 2005-2006 : Chargé d'études et de synthèse au cabinet du ministre des Finances
- 2003-2005 : Expert du Fonds monétaire international en République démocratique du Congo
- 2000-2003 : Directeur de la législation fiscale au ministère des Finances
- 1993-2000 : Sous-directeur des conventions fiscales internationales au ministère des Finances